# 萬弘寺の市
萬弘寺の市（まんこうじのいち）は、大分県大分市坂ノ市にある萬弘寺の門前で行われる市である。大分県三大市の1つ。例年5月18日から5月24日の7日間催され、期間中土曜日の未明には暗闇の中での物々交換市が行われる。

## 縁起
6世紀頃（寺伝では用明天皇元年10月）に皇子（後の用明天皇）が密かに九州（筑紫国～日向国）を巡幸した際、日向～内山（現在の豊後大野市三重町内山観音）にて滞在の後、深田（現在の臼杵市深田）を経て、白山を越え御所峠より尾田川源流沿いに下り大河内より畠（現在の畑）を経て 金道川（砂鉄鉱脈）太良砦沿いに日吉邑を経て王ノ瀬より海路で都を目指す矢先、難病を患い、安万郡（海部郡 (豊後国) ）日吉邑（現在の大分市坂ノ市）に茂る大椨（タブノキ）の木陰にて休息することとなった。重篤となった皇子を看病する間、一行は滞在することとなった。
白山頂の岩鞍岩座（白山神社）にて行脚の途にあった修験者（畠一族）豊国法師（求菩提山修験行者）が灰石に薬師如来像を彫り、守本尊として玉体加持（祈祷）を行った。豊国法師による加持祈祷は幾日幾夜にも及び、後に皇子の病状は回復し無事都へと召喚され、皇位を継承し用明天皇となる。
日吉邑での御所一行の滞在に見物大衆が集まり、貨幣制度未発達のなか漁民農民諸衆其々に地産交換の市が立ったとされる。これを機に市が恒例となり後世に繋がる。また、山岳修験行者の法力に感銘を受けた皇子は豊国法師を都へと召喚した。以来皇室守護となる。
また、聖徳太子に命じ日吉邑に聳える椨の大木を切り払い、日の光を浴びる大地を拓き（金道川と尾田川に挟まれた扇状地）、大伽藍、重塔を含む大寺院を十数年の歳月をかけて建立することとなった。ゆえに萬弘寺は皇室所縁の十六枚菊花紋を拝している。また、豊国法師率いる求菩提修験者（修験僧）も十六枚菊花紋に山を拝した市松柄衣躰（装束）を許される。(求菩提山資料館)(英彦山修験資料館)
用明天皇の死後、聖徳太子が父天皇の菩提を弔う為に萬弘寺大伽藍を建立する（596年造営開始－604年完成）。門前には市が開かれ、日吉浜で獲れた海の幸、丹生台地で穫れた山の幸などの取引が物々交換の形で行われるようになった。7世紀中には既に定期市としての体裁を成していたとされる。
940年前後に発生した藤原純友の乱において萬弘寺は略奪・破壊を受ける。寺の再建と共に市も復活。
応永年間に大友氏第11代大友親著により精舎が再建され、現在の本尊である聖観世音菩薩像が安置される。この観音菩薩の縁日が現在の市の開催期間である。
1586年には島津氏が来襲し寺は全焼。後に再建されるも荒廃した状態が続き、江戸時代には廃寺の扱いを受ける。
近代になって、宗派は創建当時と異なるものの、寺としての機能を回復。市も現在と同じく年1回の祭事として行われるようになる。そして、入梅前の農耕閑期である5月に、農工具、雨具、鍛冶、細工、瀬戸唐津など売り買いの市へと移行したと伝えられる。

## 恒例行事・出展
- 物々交換市（通称「暗闇市」「だまし市」）

かつては初日の午前3時30分開始であったが、現在は期間中の土曜日に行われる。大分方言で「交換しませんか?」を意味する「かえんかえ〜」の掛声と共に佐賀関から来た「おなご衆」と呼ばれる漁師の女性達、山間部から来た「おとこ衆」と呼ばれる農家の男性達を中心に、地元住民、観光客などが互いに相手の持ち物を見定めながら物々交換を行う。
- 植木市（期間中開催）
- 池坊いけばな展
- 地元小学生鼓笛隊パレード

等
物々交換市を除けば、屋台が立ち並ぶ一般的な縁日の風景となる。

## 交通アクセス
廣徳山 萬弘寺
- JR日豊本線坂ノ市駅より徒歩10分
- 東九州自動車道大分宮河内インターチェンジより10分